# 13672 Tarski
13672 Tarski eller 1997 KH är en asteroid i huvudbältet som upptäcktes den 30 maj 1997 av den italiensk-amerikanske astronomen Paul G. Comba vid Prescott-observatoriet. Den är uppkallad efter matematikern Alfred Tarski.